# Montgomery City
Montgomery City é uma cidade localizada no estado americano de Missouri, no Condado de Montgomery.

## Demografia
Segundo o censo americano de 2000, a sua população era de 2442 habitantes.
Em 2006, foi estimada uma população de 2527, um aumento de 85 (3.5%).

## Geografia
De acordo com o United States Census Bureau tem uma área de
7,4 km², dos quais 7,4 km² cobertos por terra e 0,0 km² cobertos por água. Montgomery City localiza-se a aproximadamente 171 m acima do nível do mar.

## Localidades na vizinhança
O diagrama seguinte representa as localidades num raio de 20 km ao redor de Montgomery City.